# 工商皆本
工商皆本是黃宗羲在其著作《明夷待訪錄》提出的一種思想，他認為手工業和商業與農業同等重要，都屬於本業，否認手工業和商業為末業。黃宗羲認為，工商業和農業齊頭並進，國家才能繁榮。而耗費人力財力的佛教和巫術和一些奢侈行為才是末業。工商皆本是對中國古代長期施行的重農抑商政策的否定。另有人指出，類似的思想早在宋朝就有鄭至道、陳亮、黃震等人提出。